# Zookoutek Malá Chuchle

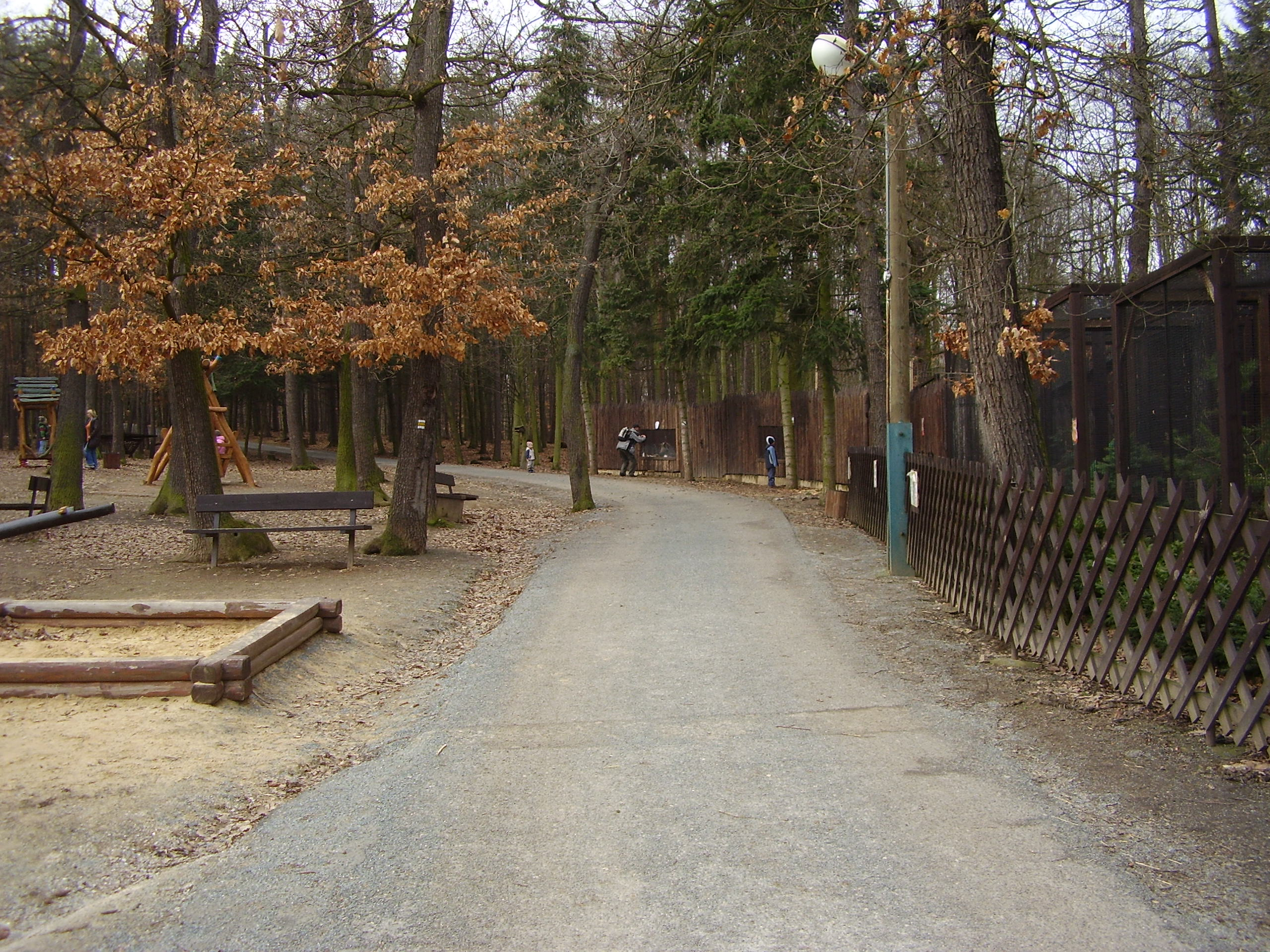
Cesta v zoo okolo dětského hřiště

Zookoutek Malá Chuchle, označovaný též jako malá lesní zoo či minizoo, je zřízen u hájovny v Chuchelském háji v Malé Chuchli v Praze. Provozovatelem je Středisko ekologické výchovy Lesů hl. m. Prahy. Oficiálně byl zřízen v říjnu 1999.

## Popis areálu
V zahradě se nacházejí zvířata jak ve volných multidruhových výbězích, do nichž je možno nahlížet z vyvýšených ramp, tak v klecích. Zoo se specializuje hlavně na druhy žijící v Česku jako jsou například mufloni, daňci, divoká prasata, liška či rys ostrovid.
Zoo se nachází přibližně 1,5 kilometru západně od Malé Chuchle a je dostupná po žluté turistické značce. V areálu se nachází dětské hřiště a bufet. Zookoutek je v provozu a přístupný celoročně, bufet je v provozu každý víkend a přes sezonu každý den.